# Marc Davis
Marc Fraser Davis (Bakersfield, 30 marzo 1913 – Glendale, 12 gennaio 2000) è stato un disegnatore statunitense componenti dei Nine Old Men.
Davis è stato il character designer e l'animatore-capo di numerosi personaggi nei film d'animazione della Walt Disney Pictures, fra cui Tamburino in Bambi (1942), Fratel Coniglietto ne I racconti dello zio Tom (1946), Cenerentola nell'omonimo film d'animazione (1950), Alice di Alice nel Paese delle Meraviglie (1951), Trilli in Peter Pan (1953), Aurora e Malefica ne La bella addormentata nel bosco (1959) e Crudelia De Mon ne La carica dei 101 (1961).
Ha inoltre disegnato i personaggi di diverse attrazioni per il parco di divertimenti Disneyland: Enchanted Tiki Room, Great Moments with Mr. Lincoln, Ford's Magic Skyway, Carousel of Progress, Pirates of the Caribbean, The Jungle Cruise, America Sings, The Haunted Mansion, It's a Small World, Western River Expedition e Country Bear Jamboree.
Nel 1989 ha ricevuto il Disney Legends Award per l'enorme contributo dato alla Walt Disney Company.

## Curiosità
- Marc Davis cominciò a lavorare alla Walt Disney Company il 2 dicembre 1935 per 15 dollari a settimana.
- Il suo primo incarico fu come assistente a Myron Natwick, l'animatore-capo di Biancaneve.
- Per disegnare Trilli, la fatina compagna di Peter Pan, Marc Davis disse di essersi ispirato all'attrice Marilyn Monroe.
- Davis morì all'età di ottantasei anni al Glendale Memorial Hospital di Glendale (California) mercoledì 12 gennaio 2000 dopo una brevissima malattia.